# Anagyrus saipanensis
Anagyrus saipanensis är en stekelart som beskrevs av Doutt 1952. Anagyrus saipanensis ingår i släktet Anagyrus och familjen sköldlussteklar. Inga underarter finns listade i Catalogue of Life.